# Gaidropsarus biscayensis
La mòllera de fons (Gaidropsarus biscayensis) és un peix de mar de la família Lotidae de l'orde Gadiformes.

## Distribució i hàbitat
Aquesta espècie és difosa a l'Oceà Atlàntic oriental entre Mauritània i el golf de Gasconya a més de la mar Mediterrània, amb excepció dels sectors sud-orientals. No és rara en els mars italians.
Viu sobre fons fangosos a profunditats més grans que els altres dos Gaidropsarus mediterranis, entre aproximadament 200 i 600 metres.

## Descripció
Molt similar a Gaidropsarus mediterraneus i a Gaidropsarus vulgaris, amb cos allargat i molt fi i comprimit lateralment, però té ulls més grossos. Té tres barbes, un sota la barbeta i dos prop dels narius. Són presents dues dents acuminats a forma d'ullal sobre la Maxil·lar superior i alguns de més curts sobre la mandíbula, caràcter que la diferencia de les altres dues espècies. La color és grisós o marronós, sempre clar, amb unes taques fosques sobre costats i dors. Les dimensions no superen els 20 cm però en mitjana els exemplars mesuren la meitat o menys. Els exemplars més grossos són a la mar Adriàtica.

## Reproducció
Passa a l'hivern.

## Pesca
No s'aferra mai als hams i es captura tan sols amb les xarxes d'arrossegament. No té cap valor comercial.